# 張禮標
张礼标是中華人民共和國廣東省的動物學家，曾先後任職於北京中国科学院动物研究所、广西师范大学生命科学学院、華南瀕危動物研究所及广东省昆虫研究所專長於蝙蝠科物種的研究。他所屬的由谭敏領導的團隊，連同朱广简、叶剑平、洪缇玉、周纱宜和张舒仪以及英国布里斯托尔大学的加雷思·琼斯（Gareth Jones）發現到果蝠也像人類一樣會進行口交，獲頒2010年度的搞笑諾貝爾獎的生物學獎，從而成為了首批奪得該獎的中國人。